# Szczurowa
Szczurowa è un comune rurale polacco del distretto di Brzesko, nel voivodato della Piccola Polonia.
Ricopre una superficie di 134,64 km² e nel 2004 contava 9 863 abitanti.
Qui avvenne il massacro di 93 persone ad opera dei nazisti il 3 agosto 1943.

## Località
- Uście Solne, frazione all'interno del territorio comunale.